# Emisfero celeste australe

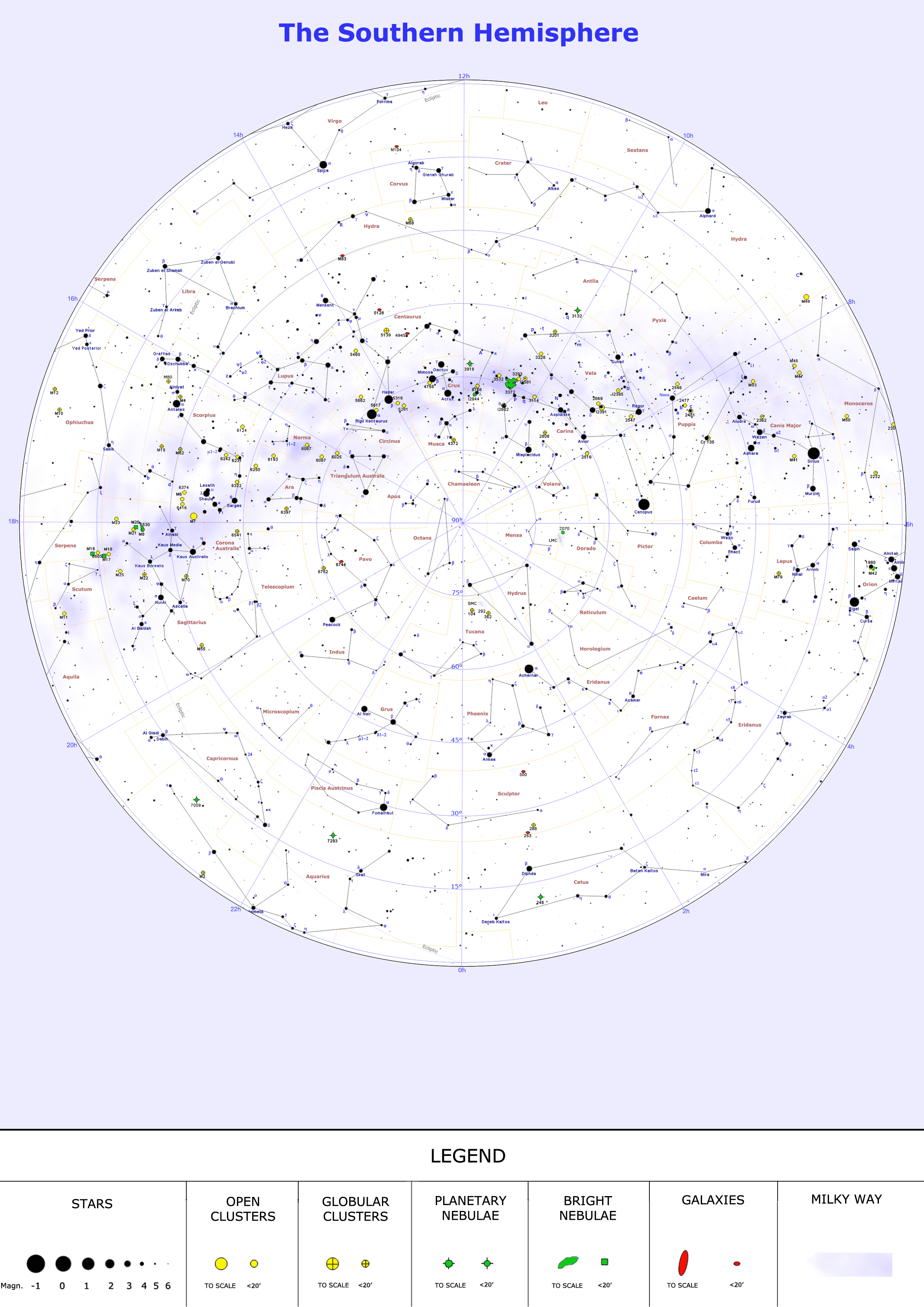
Mappa stellare dell'emisfero sud

L'emisfero celeste australe, anche detto emisfero celeste meridionale o emisfero celeste sud, è quella metà cielo che contiene il polo sud celeste e che si ottiene dividendo la sfera celeste lungo l'equatore celeste in due emisferi. In contesti astronomici la parola "celeste" è spesso omessa quando è chiaro che non ci si sta riferendo all'emisfero australe terrestre.

## Aspetto

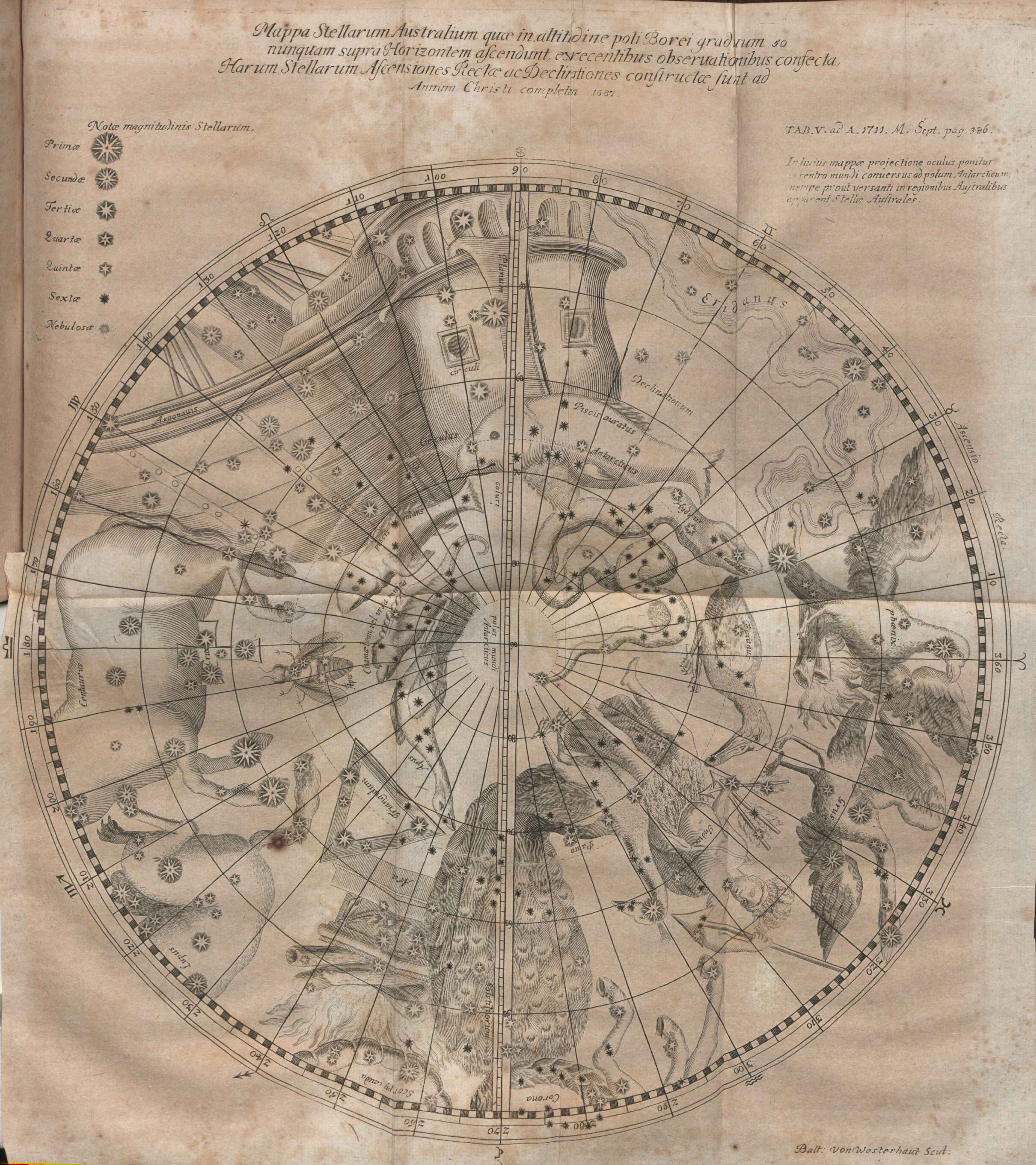
Rappresentazione del cielo australe in una tavola tratta dagli Acta Eruditorum del 1713

Una delle costellazioni più conosciute dell'emisfero australe è la Croce del Sud.
La maggior parte dell'emisfero celeste meridionale di solito non è visibile da luoghi che si trovano nell'emisfero terrestre settentrionale, in particolare via via che ci si allontana dall'equatore.